# Leptogidium contortum
Leptogidium contortum är en lavart som först beskrevs av Aino Marjatta Henssen 1963 men fick sitt nu gällande namn av Toby Spribille och Lucia Muggia 2011. Leptogidium contortum ingår i släktet Leptogidium och familjen Massalongiaceae.   Inga underarter finns listade i Catalogue of Life. Arten förekommer i Australasien och på de amerikanska kontinenterna.